# Lup 153927-344844
| Lup 153927−344844                                       | Lup 153927−344844  |
| ------------------------------------------------------- | ------------------ |
| Beobachtungsdaten Äquinoktium: J2000.0, Epoche: J2000.0 |                    |
| Sternbild                                               | Wolf               |
| Rektaszension                                           | 15h 39m 27,3s      |
| Deklination                                             | −34° 48′ 44″       |
| Helligkeit (J-Band)                                     | (17,19 ± 0,03) mag |
| Spektralklasse                                          | L0±2               |
| Effektivtemperatur                                      | ca. 2000 K         |
| Katalogeinträge                                         |                    |
| AKC2006-17 • SSTc2d J153927.3-344844                    |                    |

Lup 153927−344844, auch mit AKC2006-17 bezeichnet, ist ein leuchtschwaches Objekt am unteren Ende der IMF im Sternentstehungsgebiet Lupus I. Vermutlich handelt es sich um einen massearmen Stern oder einen Braunen Zwerg. Die Spektralklasse des Objektes wird auf L0±2 geschätzt, seine Effektivtemperatur grob auf 2000 Kelvin.